# ۷۵۹ (خورشیدی)
۷۵۹ هفتصد و پنجاه و نهمین سال هجری خورشیدی است.